# Palau ai Giochi olimpici
Palau ha partecipato ai Giochi olimpici per la prima volta nel 2000. Non ha mai partecipato ai Giochi invernali, né i suoi atleti hanno mai vinto medaglie.
Il Comitato Olimpico Nazionale di Palau è stato fondato nel 1997 e riconosciuto dal CIO nel 1999.

## Medaglie alle Olimpiadi estive
| Giochi              | Oro | Argento | Bronzo | Totale |
| ------------------- | --- | ------- | ------ | ------ |
| Sydney 2000         | 0   | 0       | 0      | 0      |
| Atene 2004          | 0   | 0       | 0      | 0      |
| Pechino 2008        | 0   | 0       | 0      | 0      |
| Londra 2012         | 0   | 0       | 0      | 0      |
| Rio de Janeiro 2016 | 0   | 0       | 0      | 0      |
| Tokyo 2020          | 0   | 0       | 0      | 0      |
| Parigi 2024         | 0   | 0       | 0      | 0      |
| Totale              | 0   | 0       | 0      | 0      |